# Oton IV. Nemški
Oton IV., cesar Svetega rimskega cesarstva, nemški, italijanski, burgundski kralj, poitouski grof, akvitanski vojvoda, * 1175 ali kasneje, † 19. maj 1218, Harzburg.
Oton IV. je bil edini iz mogočne saške rodbine Welfov, ki je postal kralj in cesar. Kot protikralja štaufovskemu kandidatu Filipu Švabskemu ga je izvolil del plemstva iz severozahodnega dela Nemčije. Čeprav je bil hraber bojevnik in so ga podpirali tudi angleški kralj, nemška mesta, ki so trgovala z Angleži, in predvsem papež Inocenc III., se je kmalu pokazalo, da njegova politična in gmotna moč ni zadostna. Po desetih letih bojevanja s tekmecem za oblast je bil tik pred dokončnim porazom, ko je Filipa Švabskega iz osebnih razlogov umoril bavarski palatinski grof Oton. Otona IV. ni nihče povezoval z umorom.
Štaufovci tedaj niso imeli polnoletnega voditelja in nemški knezi so želeli državljansko vojno končati. Dokaj enotno so izvolili Otona za nemškega kralja. Po kronanju za cesarja v Rimu, pa Oton ni držal obljub, ki jih je prej dal papežu, da bo spoštoval papeževe fevdalne pravice na Siciliji in v Italiji. Tako kot mnogi cesarji pred njim, je začel po svoje urejati politično podobo Italije. Zato ga je papež izobčil. Pa tudi nemški knezi niso bili zadovoljni z Otonovim svojeglavim delovanjem. Za protikralja so izvolili Štaufovca Friderika II., ki je med tem postal polnoleten. Otona so po povratku iz Italije njegovi pristaši vse bolj zapuščali in območje njegove oblasti se je hitro krčilo. Po nekaj letih je bil Friderik II. že tako močan, da se je lahko dal v aachenski stolnici kronati za nemškega kralja.

## Poreklo in mladost
Oton IV. je bil drugi od štirih sinov saškega in bavarskega vojvode iz rodbine Welfov, Henrika Leva, in njegove žene Matilde, hčerke angleškega kralja Henrika II. iz rodbine  Anjou-Plantagenet, ki je bila sestra angleških kraljev Riharda I. Levjesrčnega in Ivana Brez dežele. Leto in kraj njegovega rojstva v listinah nista zabeležena, o njih se le ugiba. Vsekakor je rasel v francosko-angleškem okolju. Po smrti Otonove matere in deda (1189) se je s posebnim veseljem zanj zavzel stric Rihard Levjesrčni, saj je bil mladenič po močni postavi, značaju, bistrosti in hrabrosti podoben njemu samemu. Poskusil ga je napraviti za grofa Yorka in mu zagotoviti nasledstvo po škotskem kralju Viljemu I., ki je bil brez sina, kar pa mu zaradi nasprotovanja angleškega plemstva ni uspelo. Leta 1196 mu je podelil v fevd grofijo Poitou, s katero je dobil naslov vojvode Akvitanije. Po očetu, ki je umrl leta 1195, je podedoval le grofijo Haldensleben.

## Bojevanje s Filipom Švabskim za položaj nemškega kralja (1198 – 1208)
Po nenadni smrti nemškega kralja in cesarja Svetega rimskega cesarstva Henrika VI. iz dinastije Štaufovcev (1197), je del njegove opozicije iz severozahodnega dela Nemčije želel postaviti na prestol njihove tradicionalne tekmece Welfe. Ker je bil najstarejši Welf, Otonov brat Henrik, grof Renskega palatinata, na križarskem pohodu v Sveto deželo, niso mogli čakati na njegov povratek in so kandidaturo ponudili Otonu, pri čemer so računali na močno gmotno podporo angleškega kralja. Kandidaturo so podpirala tudi severnonemška mesta, ki so trgovala z Anglijo, in predvsem papež Inocenc III., ki se je bal, da bodo Štaufovci v Italiji nadaljevali politiko Henrika VI. in spremenili papeževe fevde na Siciliji in v Italiji v cesarske. Oton je ponudbo sprejel in se maja 1198 napotil v Nemčijo, kjer pa je bil popolen tujec.
Tako je 9. junija 1198 v organizaciji kölnskega nadškofa Adolfa manjši del nemški knezov, med katerimi pa so bili glasovi treh, za volitve pomembnih renskih knezoškofov (kölnskega, mainškega in trierskega), Otona izvolil za nemškega kralja. Oton je z vojsko zavzel štaufovski Aachen, kjer ga je 12. julija v aachenski stolnici za nemškega kralja kronal kölnski nadškof Adolf; kronanje je bilo tako (glede na ustaljeno prakso) na pravem mestu s pravim nadškofom, vendar z na novo narejenimi insignijami, kajti pravi državni simboli (krona, meč in jabolko) so bili v rokah Štaufovcev. 
Dejavnost opozicije je vznemirila Štaufovce. Sin Henrika VI., Friderik II., je bil star šele tri leta in se je nahajal na dvoru v Palermu, kjer so ga že kronali za sicilskega kralja. Zato se je dal v Nemčiji izvoliti za kralja brat umrlega kralja, Filip Švabski, najprej na hitro v Mühlhausnu in potem še enkrat v Mainzu, kjer ga je 8. septembra 1198 kronal burgundski nadškof Aimo von Tarentaise. Mesto kronanja in kronanje brez treh renskih knezoškofov je bilo za tedaj ustaljeno prakso povsem neobičajno, a pomembno je bilo, da je za Filipom stala večina nemških knezov, med njimi močni vojvode Bavarske, Avstrije, Saške, deželni grof Turingije pa tudi češki kralj, in da je imel na razpolago tudi veliko bogastvo alodialnih štaufovskih posesti.
Pravo razmerje moči se je pokazalo že ob prvih vojaških spopadih, oktobra 1198. Oton ni mogel zaščititi svojih pristašev v Alzaciji, ko je Filip z mnogo močnejšo vojsko od njegove prodrl ob Renu proti severu. Po hudih bojih ob reki Mozeli se je moral Oton umakniti v Köln in jeseni prenehati oblegati Goslar, ko je mestu prihitel na pomoč Filip. 
Naslednje leto 1199 je minilo še manj srečno. 6. aprila je umrl kralj Rihard, njegov brat Ivan pa ni gojil enake naklonjenosti do nečaka. Otonu se osvoboditev Alzacije spet ni posrečila; umaknil se je v Köln in s tem pokazal, da ni sposoben kölnskemu škofu, ki mu je pomagal h kroni, nuditi ustrezne zaščite. K Štaufovcem je prestopil Otonov pristaš, deželni grof Herman I. Turinški. Filip je demonstrativno praznoval božič v Magdeburgu, v neposredni bližini Otonovih matičnih ozemelj. Kot nosilec meča je na proslavi sodeloval saški vojvoda Bernhard, za zabavo pa je skrbel pesnik Walther von der Vogelweide.
Leto 1200 pa je bilo za Otona uspešnejše. Filipov napad na Otonovo rezidenčno mesto Braunschweig, se ni posrečil; mesto je obranil Otonov brat Henrik. Za božič je Oton osvojil Mainz, kjer je po smrti nadškofa Konrada Otonu naklonjena stranka uspela uveljaviti za nadškofa svojega kandidata Sigfrida Eppsteinskega. Oton je mimo Speyerja, ki ga je držal Filip, prodrl vse do Weißenburga, a le začasno; ko ga je Filip napadel v hrbet, se je moral umakniti nazaj v spodnje Porenje.
Na prehodu v leto 1201 se je Inocenc III. odločil odkrito podpreti Welfa, ki mu je bil prisegel, da bo spoštoval papeževe fevdalne pravice na Siciliji in mu bo v severni Italiji prepustil imetje Matilde Toskanske. Papež je v pisnem premisleku o koristih, ki jih cerkvi lahko prinesejo trije kandidati za kralja, Štaufovca Friderik II. in Filip Švabski ter Welf Oton (deliberatio papae super facto de tribus electis), je v zaključku zapisal, da bi bilo »dovoljeno in koristno« nameniti apostolsko naklonjenost Welfu, kar naj bi pomenilo, naj knezi z njegovim blagoslovom za kralja izvolijo Otona. Ko se pristaši Štaufovcev na njegovo mehko sporočilo niso odzvali, je marca 1201 priznal Otona za kralja in bodočega cesarja, pozval kneze k upoštevanju njegove odločitve, Filipa in njegove pristaše pa izobčil. Papeževa poteza je sicer vplivala na nekatere neodločne škofe in kneze, a na Filipovem praznovanju obletnice kronanja septembra 1201 v Bambergu ni bilo videti, da bi manjkal kateri od njegovih vidnejših pristašev.
Leta 1202 je Oton iskal oporo proti Filipovim pristašem na spodnjem Saškem v dinastični povezavi z dansko kraljevo rodbino: svojo nečakinjo je poročil z danskim prestolonaslednikom Waldmarjem, njegova sestra Helena pa se je poročila z Otonovim mlajšim bratom Viljemom. Ob Viljemovi poroki so si bratje Welfi na novo razdelili rodbinske posesti: mlajši Otonov brat Viljem je dobil  Lüneburg in se odtlej naslavljal kot grof Lüneburga, starejši brat Henrik, ki je bi grof Renskega palatinata, je dobil Celle in Göttingen, Otonu pa je pripadel Braunschweig, kjer je imel svojo kraljevo rezidenco, in velik del Harza, katerega nahajališča srebra v Rammelsbergu so bila najpomembnejši predmet spora s Štaufovci.
Tega leta je ponovno izbruhnila vojna med Francijo in Anglijo in angleški kralj je spet začel denarno podpirati Otona, saj si je obetal od njega podporo v boju proti Franciji. Tiha diplomacija papeževih legatov je dosegla, da sta turinški deželni grof Herman I. in češki kralj Otokar I. prestopila na Otonovo stran. Ko je Filip zvedel za Hermanovo nezvestobo, je spomladi 1203 napadel Turingijo. Vendar napad ni uspel, ker so turinški vojski priskočile na pomoč češke in ogrske čete.
Z letom 1204 pa se je začel Otonov položaj hitro podirati. Njegovi holandski zavezniki so se zapletli v medsebojno nasledstveno vojno in Oton na njihovo pomoč ni mogel več računati. Na drugi strani je Filip zbral vse svoje razpoložljive čete. Spomladi je rešil mesto Goslar, ki ga je Oton oblegal, potem pa je svojo vojsko usmeril proti Otonovi in Henrikovi vojski, zbrani pri kraju Wolfenbüttel. Henrik, kateremu je Filip oporekal njegov fevd Renski palatinat, je realno ocenil, da se Oton vojaško ne more obdržati in je prestopil na štaufovsko stran. Osamljeni Oton se je umaknil za obzidje Braunschweiga. Poleti je Filip z veliko premočjo zavzel nezvesto Turingijo.
Henrik je s prestopom rešil svoj grofovski fevd in je v upravljanje dobil tudi Goslar. Njegov prestop je povzročil množičen osip Otonovih pristašev. Septembra 1204 se je Filipu podredil turinški deželni grof, kmalu mu je sledil tudi češki kralj. Otona je zapustil tudi kölnski nadškof Adolf, medtem ko so mu meščani Kölna ostali zvesti. 11. novembra so knezi v Koblenzu Filipu prisegli zvestobo. Ta se je dal 6. januarja 1205  v Aachnu ponovno kronati za kralja, to pot na pravem mestu, s pravim (kölnskim) nadškofom in s pravimi insignijami. Jeseni 1205 je prišel Filip z vojsko nad Köln, a ga je novo mestno obzidje zaustavilo. V mestu je bil tudi Oton; ob ponesrečenem izpadu iz mesta je bil ranjen. 
Leta 1206 Filip v bojih okrog Braunschweiga ni bil uspešen, ministerial Gunzelin von Wolfenbüttel je junija za Otona celo zavzel Goslar. A  27. julija 1206 je bila pretežno kölnska vojska pri Wassenbergu hudo poražena. Hudo ranjeni Oton se je komaj rešil v Köln in potem v Braunschweig. Köln je novembra s Filipom sklenil mir. Oton pa se ni uklonil. S četami, ki jih je dobil pri danskem kralju in denarjem angleškega kralja se je branil v Braunschweigu.
Dejanski položaj v Nemčiji in Filipova pripravljenost, da popusti v zadevah, ki so bile najpomembnejše za ohranitev avtoritete cerkve, so papeža pripravili do tega, da se je začel pogajati s Filipom. Avgusta 1207 je preklical Filipovo izobčenje. Njegovi legati so začeli Otona prepričevati, naj se odreče kraljevemu naslovu. Filip mu je v zameno za odpoved ponudil v fevd vojvodino Švabsko ali kraljevino Burgundijo in roko ene od svojih hčera z izgledi na dedovanje dela štaufovskih alodialnih posesti. Oton je vse odklonil.
Filip je že pripravljal veliko vojsko za osvojitev Braunschweiga, ko ga je 21. junija 1208 v bamberški škofovski pfalci iz osebnih razlogov ubil bavarski palatinski grof Oton Wittelsbaški . Otona ni nihče povezoval z umorom. Pač pa sta bila za sodelovanja pri načrtovanju umora osumljena brata iz rodbine Andeških, bamberški škof Ekbert in istrski mejni grof Henrik. Otonovi pristaši so umor razumeli kot božje posredovanje za rešitev spora.

## Utrjevanje oblasti (1208 – 1209)
Oton je sedaj nastopil proti najmočnejšemu in najbolj vnetemu pristašu Filipa na severu, magdeburškemu nadškofu Albrechtu. Ta se je zavedal pogubnosti nadaljevanja državljanske vojne, pa tudi Štaufovci tedaj niso imeli svojega predstavnika, ki bi lahko prevzel vodenje interesov rodbine. Albrecht je Otona prepričal, da bo svoje cilje laže dosegel s poravnavo. Oton je tako pristal na koncesije v korist cerkve in nekaterih knezov, ki so jih prizadeli njegovi dotedanji postopki, Štaufovci pa so ga priznali za kralja; pridružili so se jim tudi njihovi ministeriali, ki so dotlej vodil državno upravo s kanclerjem Konradom, speyerskim škofom na čelu. Iz vseh delov Nemčije so v Braunschweig prihajale delegacije, ki so Otonu izražale pokorščino, on pa je v zameno delil koncesije. Koncesije je podelil tudi mnogim mestom. Prišli so se mu poklonit tudi papeževi legati.
Na državnem zboru v Frankfurtu, 11. novembra 1208, ki ga je sklical mainški nadškof, je bil Oton ponovno izvoljen za kralja. Pomembno je bilo, da je bil na zboru prisoten tudi bavarski vojvoda Ludvik I.. Oton je državne posle prepustil ministerialom iz Filipovega kroga, ki so jih vodili dotlej; s tem je dejansko nadaljeval štaufovsko vladavino. Kaznoval je morilca in njegova domnevna sodelavca, tako da jim je odvzel državne fevde, službe in dohodke. Po papeževem nasvetu se je zaročil s Filipovo hčerko Beatrix, vzel v varstvo tudi njene sestre in v upravljanje njihovo dediščino. Na državnih zborih je začel odločno uvajati ukrepe deželnega miru, kar je v njegov krog pristašev pritegnilo tudi dotlej neodločne in nasprotne kneze. V začetku leta 1209 so ga za kralja priznale tudi vojvodine Avstrija, Koroška in nadškofija Salzburg. Pridružil se mu je oglejski patriarh Wolfgar iz Leibrechtskirchena, ki se je za Filipa pogajal s papežem in ki je skrbel za interese cesarja v Italiji.
Oton je začel razmišljati o kronanju za cesarja. Da mu papež pri tem ne bi delal ovir, je obnovil in še razširil obljube, ki jih je papežu dal že leta 1200, in sicer, da bo priznaval papeževo fevdalno pravico na Siciliji in papeško državo v Italiji, v cerkvenih zadevah priznaval kuriji prizivno pravico in se odpovedal cesarskemu vplivu na volitve škofov. Ko sta ga za kralja priznali tudi češki kralj, knezi Lotaringije in rodbina Zäringen, je na državnem zboru v Würzburgu (24. maja 1209) napovedal pohod v Rim na kronanje.

## Pohod v Italijo. Kronanje za cesarja (1209 - 1211)
Oton se je junija 1209 iz Augsburga odpravil v Italijo. Spremljalo ga je 6.000 konjenikov v oklepih. 
V Italiji so se sprva vsi gibelini gnetli okrog njega, eni so ga imeli za naslednika Štaufovcev, drugi za njihovega nasprotnika po rojstvu. Sam pa se je odločil za politiko, ki jo je njegov zastopnik v Italiji, oglejski patriarh, vodil že za časa Filipa, namreč, da je treba v Italiji cesarske posesti restavrirati v stanje, kakršno je bilo ob smrti cesarja Henrika VI. To pa je bilo v nasprotju z obljubami, ki jih je dal papežu pred odhodom v Italijo, in je napovedovalo neizbežen konflikt s papežem. A kronanje v baziliki sv. Petra v Rimu, 4. oktobra 1209, je še minilo v prijateljskem vzdušju.
Po kronanju je Oton, nasprotno od papeževega pričakovanja, ostal v Italiji. Do odkritega spora med njima je prišlo, ko je februarja 1210 imenoval nemškega ministeriala z imenom Diepold von Schweinspeunt, ki je prišel v Italijo v spremstvu Henrika VI., za vojvodo Spoleta. V juniju je Oton sklenil formalno zvezo s Piso proti Frideriku II., ki je postavil zahtevo po vojvodini Švabski in s tem pokazal, da se ne namerava odreči svojim pravicam v Nemčiji. V avgustu in septembru je Oton z vojsko zavzel sporna toskanska ozemlja, ki jih je imel papež za del svoje države. Papež je Otonu najprej zagrozil z izobčenjem in ga 18. novembra 1210 tudi izobčil. Nemškim knezom je izrecno dovolil, da izvolijo novega kralja. Oton se za to ni zmenil, naprej je zavzemal italijanski jug in oktobra 1211 dosegel Mesinsko ožino z namenom, da se izkrca na Siciliji. Tam pa ga je dosegla novica, da je del nemških knezov izvolil za protikralja Friderika II. Takoj je odhitel proti domu.

## Bojevanje za prestol s Friderikom II. (1212 – 1213)
Oton se je marca 1212 vrnil v Nemčijo in v Frankfurtu sklical dvorni zbor, na katerem pa so se njegovi nasprotniki potuhnili. Ker je bil turinški deželni grof Herman I. med tistimi, ki so izvolili protikralja, se je Oton julija spravil nad njegov sedež, grad  Weißensee. Med obleganjem je izvedel, da je Friderik sprejel izvolitev in je že v Genovi na poti v Nemčijo. Otonu se je zazdelo potrebno, da utrdi svojo zvezo s Štaufovci, in se je v Nordhausnu na hitro poročil s svojo trinajst ali štirinajst let staro zaročenko Beatrix. Prekinil je obleganje in pohitel proti jugu, da bi Frideriku preprečil vstop v Nemčijo.
Toda Beatrix je tri tedne po poroki umrla. Z njeno smrtjo se je pretrgala edina vez, ki je dotlej držala proti Otonu sovražno razpoložene Švabe v pokorščini. Švabska je zapustila Otonov tabor, z njo pa tudi Bavarska in mnogi drugi.
Friderik II. je prispel v Konstanco, prvo nemško mesto na svoji poti, nekaj ur pred Otonom. V Breisachu je proti cesarju že izbruhnil upor. Oton se je odpovedal obleganju Konstance in se vrnil v svoje ožje območje oblasti, v spodnje Porenje. Denarja mu ni manjkalo, pošiljal mu ga je stric, angleški kralj.
Friderik II. se je brez večjega odpora uveljavil v južnonemškem prostoru. Sklenil je zvezo s francoskim kraljem Filipom II. Avgustom iz dinastije Kapetingov, ki so bili tradicionalni zavezniki Štaufovcev. Dogovor je Frideriku prinesel 20.000 srebrnih mark, ki jih je nemudoma razdelil med kneze, za poplačilo njihove pomoči in za zagotovilo njihove bodoče podpore. 5. decembra je bil v Frankfurtu z veliko podporo formalno ponovno izvoljen za kralja in nekaj dni za tem ga je v mainški stolnici kronal mainški nadškof Siegfried von Eppstein. Friderik je svoje pristaše širokogrudno poplačal s privilegiji.
A boj s tem še ni bil končan. Oton je zimo preživel v spodnjem Porenju. Junija 1213 je pri Remkerslebnu premagal magdeburškega škofa in opustošil njegovo deželo vse do obzidja glavnega mesta. Potem se je obrnil proti jugu in pustošil po Turingiji, dokler ga prihod Friderikove močne vojske ni prisilil k umiku v Braunschweig. Brat Henrik mu v bojih zaradi bolezni ni mogel več pomagati. Otonu je obrnil hrbet tudi grof Meißna.

## Poraz proti Francozom v bitki pri Bouviensu (1214)
Oton je sklenil, da si avtoriteto povrne na francoskem bojišču. Leta 1214 se je vključil v angleško-nizozemsko-welfsko koalicijo, ki naj bi (v dolgoletnem sporu med Anglijo in Francijo) zadala Franciji uničujoč udarec. Čeprav so bila v podvig vložena velika sredstva, pa se je načrt ponesrečil, morda zato, ker je angleški kralj Ivan napadel iz Poitiersa in izgubil spopad s Francozi, še preden je tja prispela Otonova vojska.
Oton je pred tem z angleškim denarjem sestavil svojo vojsko iz grofov, plemičev in vitezov iz severne Nemčije. Pridružil se mu je tudi brabantski vojvoda Henrik I., svak francoskega kralja, in je z Otonom poročil svojo hčer Marijo (z njim je bila zaročena že leta 1198, a je Oton zaroko razdrl, ko se je poročil z Beatrix). Spori med nizozemskimi plemiči pa so zavlekli priprave. Tako se je šele 12. julija zbrala vsa Otonova vojska pri mestu Nivelles. Pridružile so se ji tudi pomožne angleške čete pod vodstvom grofa Williama of Salisbury. Do odločilnega spopada s Francozi je prišlo 27. julija 1214 pri Bouviensu, vzhodno od mesta Lille. Poročila o bitki so nasprotujoča si, vsekakor pa je Oton, potem ko je njegov konj v boju padel, zajahal konja zvestega spremljevalca (ki je s tem zanj žrtvoval življenje) in zapustil bitko. Njegova vojska je doživela uničujoč poraz, ki je Otonu odvzel vse realne možnosti, da bi ohranil svoj položaj. Angleški kralj je s Francozi za daljši čas sklenil premirje.

## Otonova zadnja leta (1214 – 1218)
Toda Oton se ni predal. Avgusta 1214 je Friderik prodrl v ožje območje Otonove oblasti, severno od reke Mozele. Otonu so ostali zvesti še meščani Aachna in Kölna, kamor se je zatekel. Njegovi plemiški pristaši pa so ga vse bolj zapuščali, nazadnje njegovi saški prijatelji in danski kralj. Angleški kralj mu ni več pošiljal pomoči.
24. julija 1215 je Friderik II. zavzel Kaiserswerth in istega dne mu je Aachen odprl mestna vrata, kjer ga je naslednji dan v stolnici mainški nadškof ponovno kronal za nemškega kralja. Ko je potem prišel Friderik z vojsko tudi pred Köln, so meščani Otonu odpustili njegove dolgove in mu še dali denar, da se je umaknil v Braunschweig. Novembra 1215 so Otonovi angleški in italijanski prijatelji na četrtem lateranskem koncilu brezuspešno skušali doseči preklic izobčenja; nasprotno, papež je napovedal Friderika II. za bodočega cesarja. 
Oton se do konca ni predal. Izza zidov Braunschweiga je še naprej napadal okolico. Šele na smrtni postelji je naročil bratu Henriku, naj kraljeve insignije izroči novemu kralju. Umrl je 19. maja 1218.
Oton ni imel naslednika. Že leta 1214 je umrl njegov nečak, Henrik mlajši, po očetu grof Renskega palatinata, v katerem je Oton videl tudi svojega naslednika. Rodbina je s tem izgubila Renski palatinat, ki ga je novi kralj dal v fevd Wittelsbachu, bavarskemu vojvodi Ludviku I.
Welfske posesti Braunschweig-Lüneburg je podedoval sin Otonovega brata Viljema, poimenovan Oton Otrok, ki se je leta 1235 pobotal s Friderikom II., ki ga je povišal v vojvodo. Rodbina in posesti so se potem velikokrat delile. Iz hanoverske veje rodbine izhaja Jurij Ludvik, ki je leta 1714 nasledil britanski prestol.

## Oton kot mecen kulture
Otonu je dala vzgoja na angleškem dvoru vpogled v kulturo tedanjega časa. Njegov dvor je vzdrževal stike z izobraženimi misleci in pisci ter ljudskimi pevci in bil tako stičišče med posvetno kulturo še ne pismenih plemičev in kulturo izobražene duhovščine. Na Otonovem dvoru so delovali literati Eilhart von Oberge, Heinrich von Avranches in Gervasius von Tilbury. Slednjemu je Oton 1209 podelil maršalsko čast Arelata, Gervasius pa je cesarju (1214/15) posvetil Liber de mirabilibus mundi (Knjigo zemeljskih čudes) poznano tudi kot Otia imperialia (Cesarjev prosti čas). Pesnik Walther von der Vogelweide se je v svojih političnih pesmih z glasbeno spremljavo v sporu med cesarjem in papežem postavil na Otonovo stran in je vsaj januarja 1213 deloval kot njegov poslanik (pred tem se je družil s Filipom Švabskim, kasneje pa je stopil v tabor Friderika II.).
Oton je vzpodbujal tudi umetno obrt, ki se je odražala v kovanju novcev, izdelavi pečatnikov in relikviarijev. Skrinja Treh kraljev, Köln v kölnski stolnici je v Otonovem času dobila svoj končni izgled in velja za najpomembnejši izdelek mozanske umetnosti 12. in 13. stoletja. Na njeni čelni strani je za sv. Tremi kralji upodobljen četrti kralj – Oton IV., ki prinaša tri zlate krone za lobanje treh svetnikov. Oton je od leta 1208 spodbujal in sofinanciral gradnjo cistercijanskih samostanov Walkenried in Riddagshausen.